# Литвиненко, Юрий Николаевич
Ю́рий Никола́евич Литвине́нко (18 июня 1957, Ставрополь, СССР — 10 мая 2009, Москва, Россия) — советский и российский историк-антиковед, специалист по эллинизму. Кандидат исторических наук. Старший научный сотрудник Института всеобщей истории РАН. Заместитель главного редактора «Вестника древней истории».
Лауреат Государственной премии РФ 2000 года в области науки и техники (за книгу «Скифский роман» (М., 1997)).

## Биография
После двух попыток поступить в МГУ, в 1979 году стал студентом Ставропольского педагогического института, где его наставницей была проф. В. П. Невская. В 1982 году добился своего перевода на исторический факультет МГУ, где начал специализацию на кафедре истории древнего мира.
Главной областью профессиональных интересов Литвиненко избрал историю эллинистического Египта и связанную с ней папирологию. Его дипломная работа и защищённая в 1991 году кандидатская диссертация (научный руководитель В. И. Кузищин) были основаны на исследовании папирусного «архива Зенона».
В 1990—1993 годах преподавал в Ставропольском педагогическом институте.
В 1993—1994 годах стажировался во Франции.
В 1994 году академик Г. М. Бонгард-Левин пригласил его на работу в Центр сравнительного изучения древних цивилизаций ИВИ РАН.
Преподавал в РГГУ.
Являлся членом Международной ассоциации папирологов.
Во время учёбы в МГУ познакомился с М. А. Зиновиной, которая стала его женой. Дочь Мария.